# Hodinový signál
Hodinový signál, hodinové impulsy (anglicky clock, CLK, slangově hodiny) je elektrický signál (obvykle digitální), jehož změna způsobuje změnu stavu sekvenčního digitálního elektronického obvodu.
U složitějších sekvenčních obvodů (např. mikroprocesor) určuje frekvence hodinového signálu pracovní frekvenci obvodu a nazývá se taktovací frekvence.
Zvláštním případem hodinového signálu je synchronizace přenosu informací po sériových sběrnicích, kde se hodinový signál ve vysílači kvůli úspoře materiálu vedení v procesu kódování často slučuje s daty, a v přijímači je nutné jej při dekódování rekonstruovat. Kód, který takovéto sloučení hodinového signálu s daty umožňuje, se anglicky nazývá self-clocking (dosl. překlad „samotaktovací“), např. kódování Manchester, diferenciální kódování Manchester, MFM apod.
Podobná situace je u mnoha paměťových médií, např. magnetických pásek, pevných disků, optické médií jako CD a DVD, kde je spolu s daty zaznamenávaný i hodinový signál a při čtení je nutné jej zrekonstruovat.

## Vlastnosti
- střída signálu – obvykle se požaduje 1:1
- amplituda
- strmost hran
- počet fází (dnes obvykle jen 1, u starších procesorů několik překrývajících se – viz např. Intel 8080)
- stabilita (vyjádřená obvykle v ppm)
  - dlouhodobá
  - teplotní
  - u hodin generovaných fázovým závěsem (PLL) tzv. jitter (chvění) – změna frekvence okolo střední hodnoty vyplývající z principu PLL

## Generování
- oscilátor (RC, LC, kruhový)
- stabilizace krystalem, keramickým rezonátorem, fázovým závěsem na nějaký dostupný frekvenční normál
- změna frekvence
  - dělič kmitočtu
  - PLL
- tvarovaní výstupu

## Distribuce
- u rozsáhlejších obvodů je problémem skluz (anglicky skew) mezi zdrojem hodinového signálu a vzdálenějším koncovým bodem; hodinový signál je nutné rekonstruovat
- pro odolnost vůči rušení se ve velmi rychlých obvodech někdy distribuuje hodinový signál jako diferenciální signál